# Sublata causa, tollitur effectus
L'espressione latina sublata causa, tollitur effectus significa letteralmente che, soppressa la causa, viene meno anche l'effetto da essa determinato. La frase pare sintetizzare l'obiettivo di qualsiasi pratica medica.
In materia contrattuale, invece, si ha la specifica applicazione del principio nella regola per cui resoluto jure dantis, et resolvitur jus accipientis. Viene talvolta citato anche in relazione con la tematica del giudizio controfattuale ed in connessione alla teoria condizionalistica.